# Poecilia formosa
Poecilia formosa — риба з родини пецилієвих ряду коропозубоподібних.

## Етимологія
Родова назва виду Poecilia походить від грецького слова poikilos, що в перекладі означає багатокольоровий. Видова ж назва має латинське походження: formosa означає гарна, вишукана. Буквально пецилія вишукана.

## Розмноження
Не існує самців цього виду. Лише самиці, які «клонують» самих себе за допомогою інших самців споріднених видів.

## Поширення
Поширені в Північній Америці: від півдня Техасу до міста Веракрус (Мексика).